# بیمارستان بنت‌الهدی
بیمارستان خصوصی بنت الهدی یک بیمارستان در مشهد است.
طرح توسعه این بیمارستان در بیست طبقه به عنوان اولین هتل بیمارستان طبقاتی کشور در حال ساخت است.

## تاریخچه
بیمارستان  و زایشگاه خصوصی بنت الهدی در سال ۱۳۳۷ توسط هوشنگ معتمدی راه اندازی شد که شامل بخشهای زایشگاه و زنان بود و بعدها با داشتن ۴۰ تخت فعال و بخشهای رادیولوژی، آزمایشگاه تخصصی طبی تا سال ۱۳۵۹ به فعالیت خود ادامه داد.
در سال ۵۹ بنیاد مستضعفان تصدی بیمارستان را برعهده گرفت که در آن زمان بیمارستان دارای ۸۰ تخت و امکاناتی درحد اتاق عمل، زایشگاه، جراحی مردان و زنان، سنگ‌شکنی، رادیولوژی، آزمایشگاه، میکروسکپهای جراحی و دستگاه سونوگرافی بوده است که در طول ۲۰ سال تهیه شده بود.
این بیمارستان به علت نداشتن پزشکان متخصص و تجهیزات پزشکی کارآمد فعالیت چندانی نداشت و بنیاد بنیاد مستضعفان در سال ۱۳۷۹ بیمارستان رابه محمدرضا امیرحسنخانی جراح و متخصص چشم پزشکی واگذار کرد.